# Arthur Seyß-Inquart
Arthur Seyß-Inquart o  Arthur Seyss-Inquart (Stannern, Moravia, Imperio austrohúngaro; 22 de julio de 1892-Núremberg, Alemania ocupada; 16 de octubre de 1946) fue un político austriaco, criminal de guerra y último canciller austriaco antes de la anexión (Anschluss) de Austria a la Alemania nazi en marzo de 1938, facilitada en gran medida por él mismo desde su cargo bajo la constante presión de Adolf Hitler. Tiempo después, el 18 o 29 de mayo de 1940 fue designado Reichskommissar (comisario del Reich) para los territorios ocupados de los Países Bajos, convirtiéndose así en líder de la ocupación alemana de este país hasta el final de la guerra, en 1945. Este cargo lo desempeñó hasta el 7 de mayo de 1945. Una vez capturado por las fuerzas aliadas, fue uno de los acusados en los juicios de Núremberg y, como resultado de los mismos, acabó en la horca el 16 de octubre de 1946.

## Biografía

### Primeros años y carrera política
Nació en 1892 en Stonařov (en alemán, Stannern), Moravia (entonces parte del Imperio austrohúngaro), en el seno de una familia alemana acomodada procedente de la región de los Sudetes. Se crio en Olomouc (en alemán, Olmütz) en medio de un ambiente de nacionalismo alemán moderado y catolicismo más intenso.
En 1907, la familia se trasladó a Viena, donde más tarde Arthur empezaría sus estudios en la Universidad de Viena. En 1911, conoció a la que sería su esposa, Gertrud Maschka. La pareja terminó casándose en 1916 y tendrían tres hijos: Ingeborg Caroline Auguste, Richard y Dorothea. No obstante, al comienzo de la Primera Guerra Mundial, Seyß-Inquart se alistó en el Ejército austrohúngaro y luchó en los frentes de Rusia, Rumanía e Italia; por todas sus participaciones en combate fue condecorado en numerosas ocasiones. Durante un permiso en Viena, en 1917, terminó sus estudios y se licenció como doctor en Jurisprudencia. Después del final de la Gran Guerra, hacia 1921, ejerció la profesión de abogado en la capital de la nueva república.
Durante la Primera República Austríaca, estrechó lazos y contactos con el Frente Patriótico y en 1933, ya como un prestigioso abogado, fue invitado a integrarse en el gabinete del canciller austriaco Engelbert Dollfuß. Después del asesinato de este (ocurrido solo un año después), en 1937 fue nombrado miembro del Consejo de Estado bajo el nuevo Gobierno de Kurt von Schuschnigg. Inicialmente, no fue miembro del Partido Nacionalsocialista austriaco (Deutsche Nationalsozialistische Arbeiterpartei, DNSAP) a pesar de la simpatía de Seyß-Inquart por su ideología, especialmente en lo relativo a su ideología pangermanista y sus acciones. No obstante, a comienzos de 1938, sin estar afiliado, ya se había convertido en una figura respetable dentro del movimiento nacionalsocialista. Relativamente moderado, se lo conocía por su tolerancia de los judíos, su deseo de mantener una amplia autonomía tras la unión austro-germana y su preferencia por los políticos moderados de clase media —a la que pertenecía—.

### Canciller austriaco yAnschluss
El 16 de febrero de 1938 fue designado ministro de Interior del Gobierno presidido por Kurt von Schuschnigg, después de la reunión que éste había sostenido con Adolf Hitler en torno a la persecución de los nazis austriacos; bajo la amenaza de acciones militares, Schuschnigg hubo de ceder ante el líder alemán e integró a los nazis austriacos en el Gobierno, entregándoles varias carteras gubernamentales.

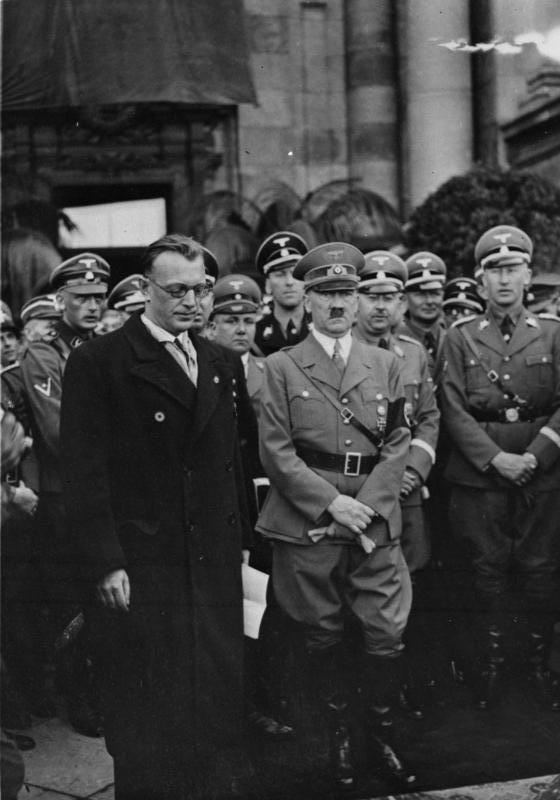
Seyss-Inquart junto a Adolf Hitler, Heinrich Himmler y Reinhard Heydrich en marzo de 1938, en Viena.

La intención de von Schuschnigg era convocar un plebiscito sobre la unión con Alemania, pero la presión alemana continuó y el 11 de marzo, en vistas a una posible invasión alemana, Schuschnigg dimitió de su puesto y Seyss-Inquart fue propuesto nuevo canciller austriaco, aún con la indiferencia del presidente de la República, Wilhelm Miklas, ante todo lo que estaba ocurriendo. En un primer momento Hitler había sopesado la posibilidad de una Austria independiente pero bajo un Gobierno leal a Alemania. La noche del 11 de marzo, Seyß-Inquart trató de rechazar su nombramiento como canciller y mantener a von Schuschnigg.
No obstante, Seyß-Inquart no puso ninguna traba a las intenciones expansionistas de los nazis y al día siguiente, el 12 de marzo, envió un telegrama a Berlín en el que "invitaba" a las tropas alemanas para que entrasen en Austria. Después de su entrada en territorio austríaco, las tropas alemanas fueron acogidas con un cálido recibimiento por parte de la mayoría de los austríacos, al igual que le ocurrió a Hitler durante su triunfal entrada en Viena. 
El 13 de marzo se consumó la anexión (Anschluss) al Tercer Reich y Austria pasó a constituir la provincia alemana de Ostmark. La desaparición del Estado austríaco significó también la desaparición del cargo de canciller: el mismo día de la anexión alemana, Seyss-Inquart se afilió al Partido Nacionalsocialista Obrero Alemán (NSDAP) y se convirtió en Reichsstatthalter de la Ostmark. El 15 de marzo recibió un título de las SS (de las cuales en 1941 llegaría a ser uno de sus principales jefes).

#### El Gobierno de Ostmark
El 13 de marzo de 1938 o el 16 de marzo del mismo año Seyss-Inquart fue nombrado jefe del Gobierno del territorio Ostmark, bajo el título de gobernador del Reich (Reichsstatthalter), cargo que tenía hasta el 1 de mayo de 1939. El Gobierno austriaco fue reducido de tamaño en mayo de 1938 y quedó bajo la supervisión del comisario del Reich para la Reunificación de Austria con el Reich alemán, Josef Burckel, con la intención de proceder a la liquidación de los últimos restos de las instituciones austríacas.
Como gobernador del Reich de Austria, Seyss-Inquart llevó a cabo la confiscación de los bienes judíos y la detención de los opositores políticos (tanto comunistas y socialdemócratas como austrofascistas del antiguo régimen)[cita requerida], a los que rápidamente envió a campos de concentración. Con la promulgación de la llamada "Ley de Ostmark", el 1 de mayo de 1939, se disolvió el Gobierno y Austria quedó definitivamente anexionada.
El 12 de octubre de 1939 Seyss-Inquart fue nombrado vicegobernador general de los territorios polacos ocupados, ejerciendo el cargo hasta la primavera de 1940. Allí apoyó las condiciones duras de la ocupación alemana, abogó por la persecución de los judíos y supo de la AB-Aktion, durante la cual fueron asesinados muchos intelectuales polacos.

### Comisario del Reich para los Países Bajos

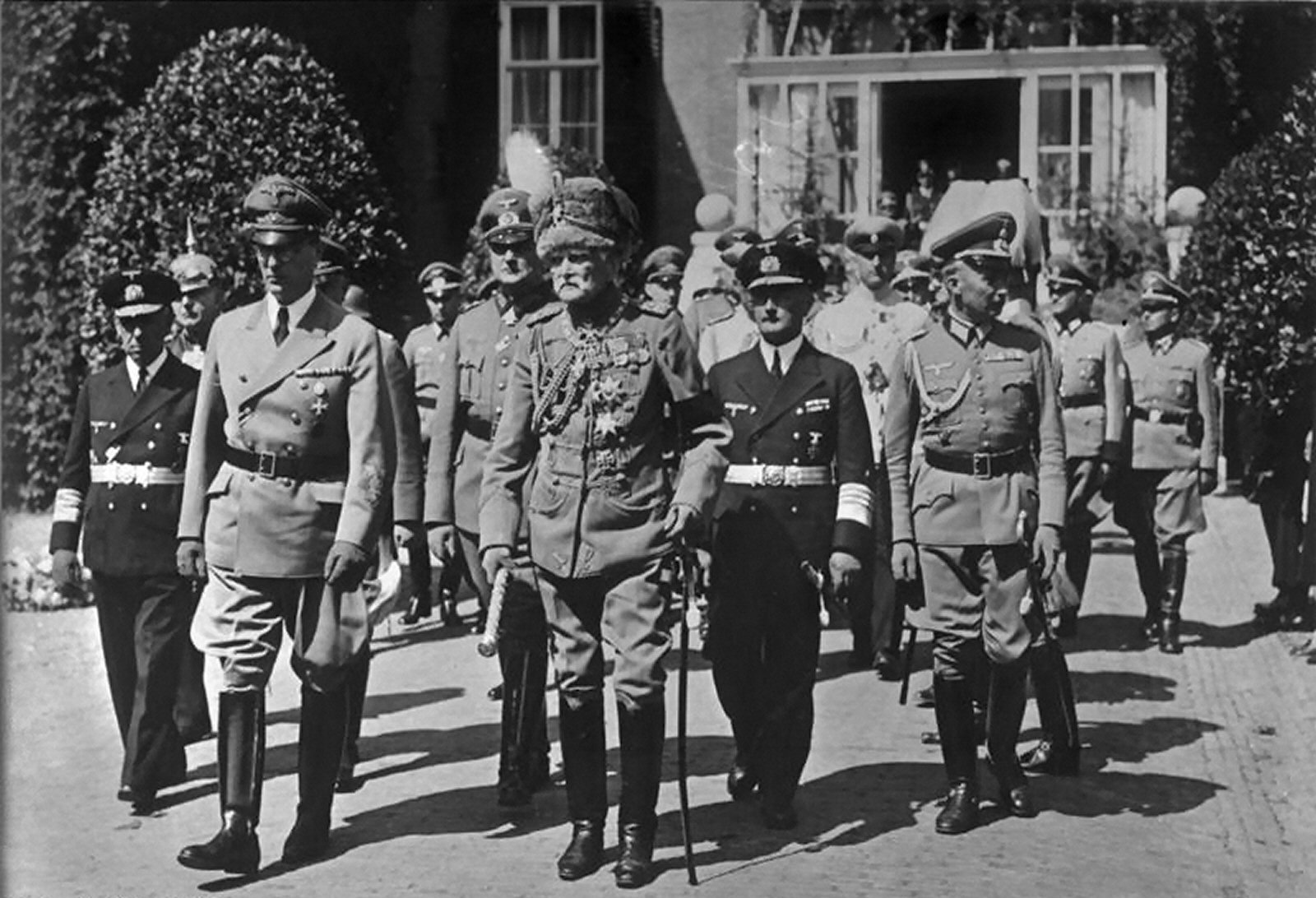
El Reichskommissar de los Países Bajos (el segundo, por la izquierda) durante el entierro de Guillermo II (junio de 1941).

El 18 de mayo de 1940 o el 29 de mayo de 1940 fue nombrado Reichskommissar para los territorios ocupados de los Países Bajos, que habían sido conquistados entre el 10 y el 15 de mayo de 1940. Quedó al cargo de la administración civil del país, respondiendo solo ante Hitler. Supervisó la politización de los grupos culturales (incluido el "Club de Jugadores de Ajedrez") a través de la Nederlandsche Kultuurkamer (Cámara de Cultura Neerlandesa) y estableció una serie de otras asociaciones politizadas. Además tenía la tarea de establecer una estrecha colaboración económica entre los Países Bajos y Alemania y de defender los intereses alemanes. Apoyó el Movimiento Nacionalsocialista en los Países Bajos (NSB) e incluso le permitió la creación de una milicia paramilitar propia, el Landwacht, que actuó como fuerza de policía auxiliar. No obstante, a finales de 1941 otras formaciones políticas fueron prohibidas y muchos funcionarios de la administración anterior fueron detenidos y encerrados en la Prisión de Sint-Michielsgestel.
A partir de julio de 1944, tras el desembarco de Normandía, la mayoría de los poderes de Seyss-Inquart paulatinamente fueron pasando al comandante militar en los Países Bajos y a la Gestapo, aunque su figura se debía seguir teniendo en cuenta.

#### Seyss-Inquart y la represión
Seyss-Inquart introdujo medidas para combatir a la resistencia neerlandesa. Por ejemplo, cuando en marzo de 1943 tuvo lugar una huelga general en las ciudades de Ámsterdam, Arnhem e Hilversum, en respuesta fueron llevados a cabo numerosos juicios sumarísimos especiales por una corte marcial. Hasta el final de la guerra, Seyss-Inquart permitió la ejecución en total de alrededor de ochocientas personas, aunque algunas fuentes ponen esta cifra en más de mil quinientos, incluyendo la ejecución arbitraria de personas y la muerte de presos políticos que estaban a punto de ser puestos en libertad. Por ejemplo, el caso de la ejecución de ciento diecisiete neerlandeses en represalia por el ataque conjunto de la resistencia neerlandesa a las SS y al jefe de la Gestapo en los Países Bajos, Hanns Albin Rauter.

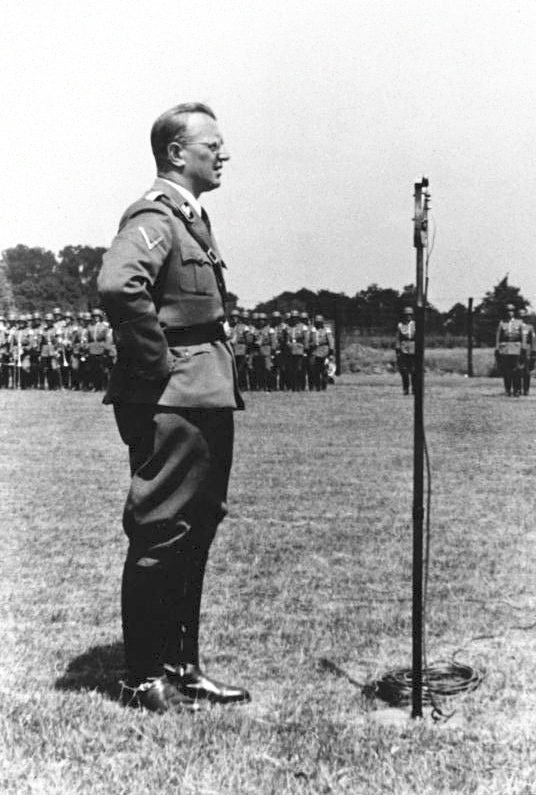
Seyss-Inquart durante un mitin en La Haya (1940).

Además, fueron establecidos dos pequeños campos de concentración: el campo de Herzogenbusch, junto a Vught, el campo de concentración de Amersfoort, junto a la localidad homónima, y el campo de tránsito e internamiento de Westerbork. Además de estos, existían otros campos que se encontraban bajo control de la Wehrmacht, la policía o bajo la administración directa de Seyss-Inquart. En total, durante toda la guerra unos quinientos treinta mil civiles neerlandeses fueron enviados a Alemania como trabajadores forzados. Seyss-Inquart, sabiendo el enorme impacto que tendría entre la población, hizo un intento fallido de enviar solamente jóvenes de entre 21 y 23 años: En 1944 rechazó las demandas de enviar doscientos cincuenta mil neerlandeses más, enviando solo a doce mil. Seyss-Inquart también fue un activo antisemita desde sus primeros tiempos: ya a los pocos meses de su llegada a Holanda tomó medidas para eliminar a los judíos de las instituciones gubernamentales y administrativas, la prensa, así como de ostentar cargos importantes en los sectores industriales. A comienzos de 1941 la intensificación de las medidas antisemitas creció y aproximadamente ciento cuarenta mil judíos fueron registrados y concentrados en un gueto recién creado en Ámsterdam; un campo de tránsito fue establecido en Westerbork, para seleccionar a los grupos que fueran enviados hacia Alemania. 
Meses más tarde seiscientos judíos fueron enviados a los campos de concentración de Buchenwald y Mauthausen; los judíos neerlandeses no tardarían en ser enviados al campo de exterminio de Auschwitz. De los ciento cuarenta mil judíos inscritos en el censo holandés de la época de preguerra, solo treinta mil sobrevivieron a la guerra.

#### La "Hambruna holandesa"
Cuando los aliados avanzaron sobre los Países Bajos en el otoño de 1944, el régimen nazi intentó llevar a cabo una política de "tierra quemada" y algunos diques y puertos fueron destruidos. El Reichskommissar, sin embargo, compartía la opinión del ministro de Armamentos Albert Speer sobre la futilidad de esas medidas y en algunas ocasiones evitó que se llevasen a cabo. Pero por otro lado, no evitó que numerosas infraestructuras fueran destruidas y que numerosos campos de cultivo quedasen anegados, lo que tendría catastróficas consecuencias. Porque cuando en septiembre de 1944 los alemanes destruyeron los diques para inundar gran parte de la tierra fértil, no solo destrozaron vías de comunicación indispensables sino que acabaron con el último recurso fundamental para la supervivencia de los civiles neerlandeses: la producción agrícola. Hacia el final del llamado "Invierno del hambre", en abril de 1945, Seyss-Inquart seguía negándose a permitir que la aviación aliada lanzara alimentos a la hambrienta población neerlandesa; aunque era consciente de que la guerra estaba perdida, seguía negándose a rendirse. Esto llevó al general norteamericano Walter Bedell Smith a decirle que "de seguir resistiéndose a la rendición acabaría siendo fusilado", a lo que Seyss-Inquart le respondió que "eso le era indiferente".

### El final de la Guerra
Cuando Hitler se suicidó el 30 de abril de 1945, el Reichskommissar entró a formar parte del nuevo Gobierno alemán del almirante Karl Dönitz como ministro de Relaciones Exteriores. Fue nombrado como tal en el testamento de Hitler, en reconocimiento a la fidelidad que había mostrado y sus esfuerzos por facilitar el Anschluss con Austria. No obstante, dado el aislamiento de los territorios alemanes al final de la guerra, no llegó a ejercer el cargo y tampoco dispuso de tiempo material para hacerlo porque el gobierno Dönitz apenas si duró unas semanas. Continuó como Reichskommissar hasta el 7 de mayo de 1945, cuando, después de mantener una reunión con Karl Dönitz, fue arrestado en Hamburgo por dos soldados de los fusileros reales británicos, intentando cruzar un puente sobre el río Elba; uno de ellos era un judío alemán que había escapado de la Alemania nazi al Reino Unido antes de la guerra.

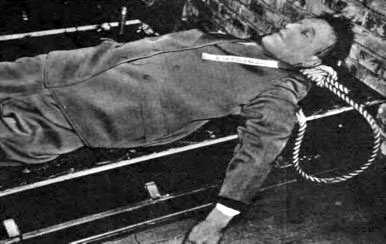
Seyß-Inquart después de su ejecución.

### Juicios de Núremberg
Una vez detenido, fue puesto bajo custodia y sería uno de los veinticuatro líderes nazis que iban a ser juzgados durante los juicios de Núremberg. Seyss-Inquart fue acusado de los cargos de conspiración para cometer crímenes contra la paz, inicio de una guerra de agresión, crímenes de guerra y crímenes contra la humanidad. Durante el proceso, fue defendido por el abogado Gustav Steinbauer. El Tribunal Militar Internacional reunido en Núremberg para juzgar los crímenes cometidos por los dirigentes nazis le encontró culpable y fue condenado a morir en la horca.
El 16 de octubre de 1946, a la edad de cincuenta y cuatro años, fue ahorcado al igual que otra decena de líderes nazis que también habían sido condenados a muerte. Antes de su ejecución, había vuelto al credo católico, recibiendo la absolución después de ser confesado por el capellán de la Prisión de Núremberg.
| Predecesor: Kurt Schuschnigg                                | Canciller Federal de Austria 11 - 13 de marzo de 1938                                                    | Sucesor: Karl Renner (cargo disuelto hasta 1945) |
| Predecesor: Alexander von Falkenhausen (Comandante militar) | Reichskommissar para los territorios ocupados de los Países Bajos 29 de mayo de 1940 - 7 de mayo de 1945 | Sucesor: Cargo disuelto                          |
| Predecesor: Joachim von Ribbentrop                          | Ministro de Relaciones Exteriores de Alemania 30 de abril - 2 de mayo de 1945                            | Sucesor: Lutz Graf Schwerin von Krosigk          |